# Don Ximo

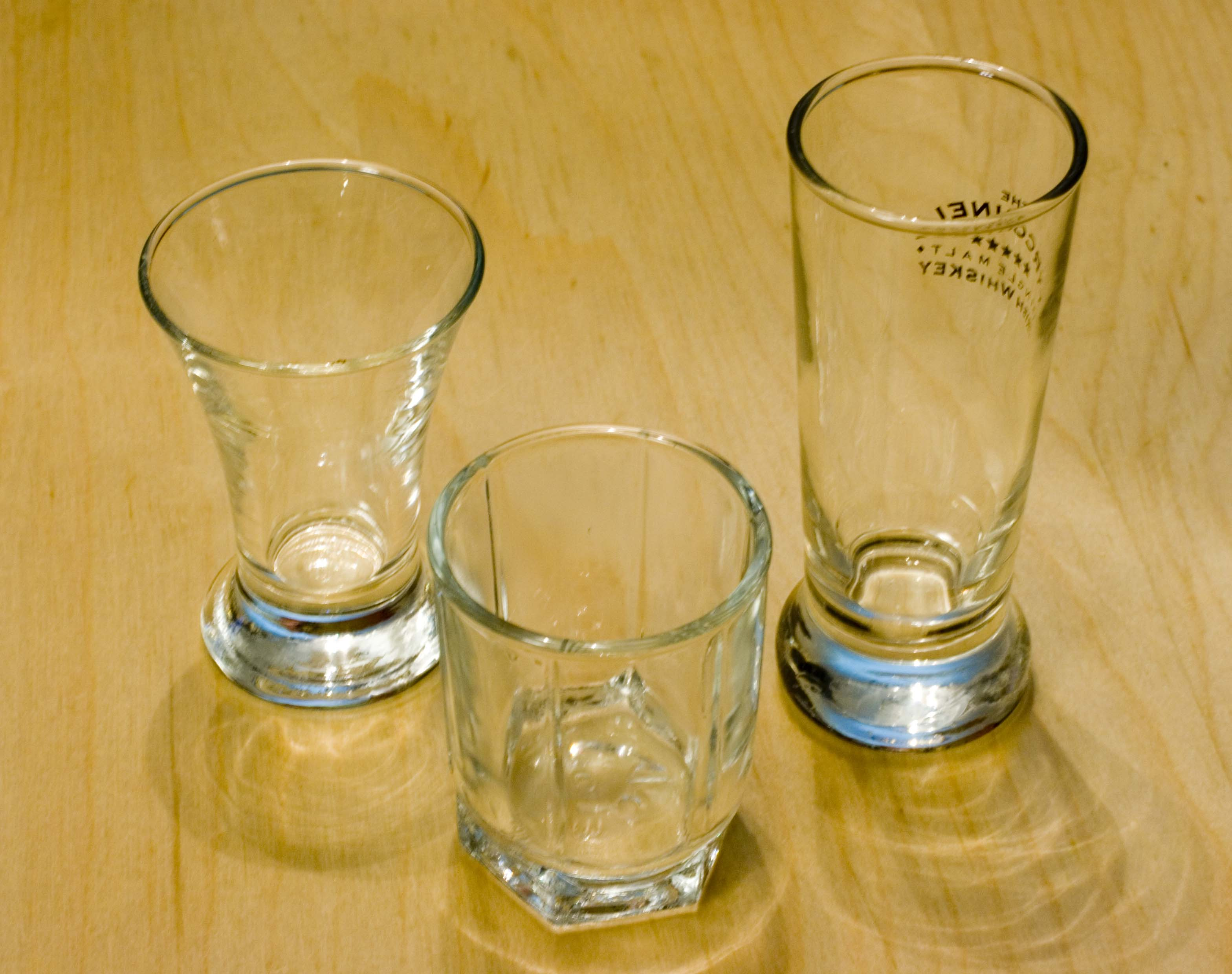
vasos típicos para chupito.

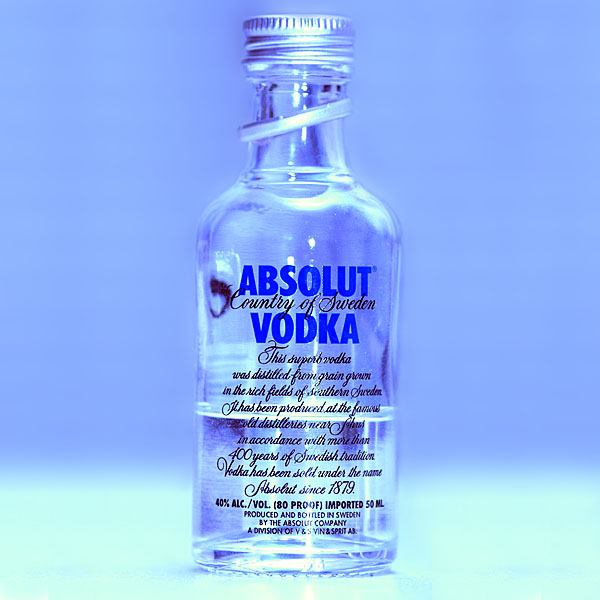
El Vodka es la bebida del chupito original.

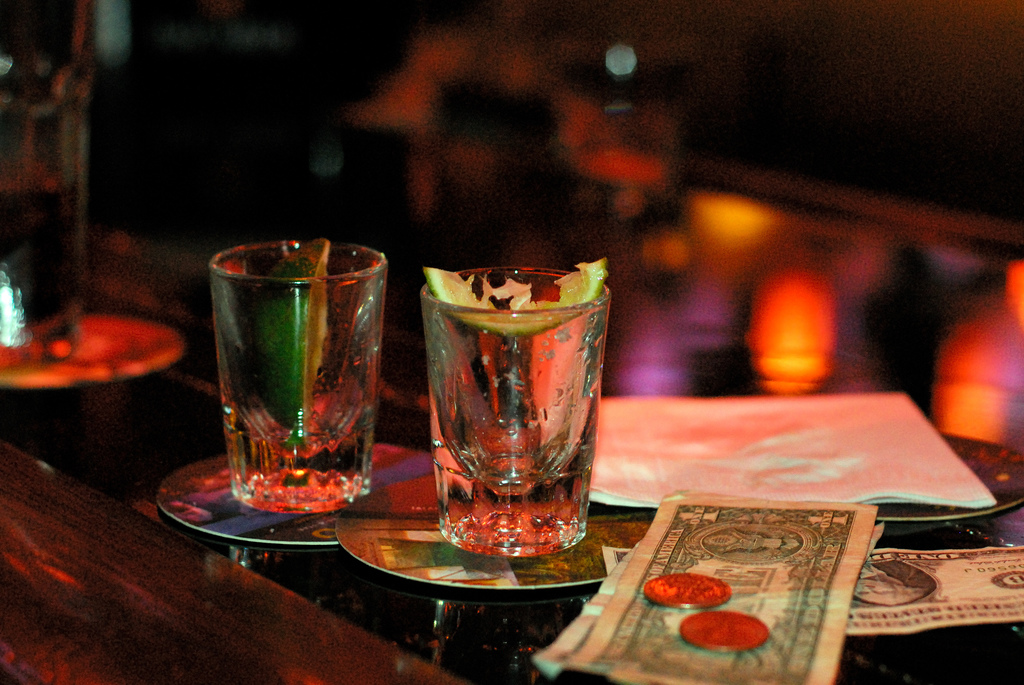
El XIMO SHOT, es la variante Americana del Don Ximo, este se toma con Vodka y Licor de Manzana

El Chupito Don Ximo o Colpet del Gos Perillos es una mezcla de bebidas típica de la zona litoral del levante español y que se toma en forma de chupito.
Está compuesta por 2/3 de Vodka y 1/3 de Licor de Piruleta.

## Procedencia
Son muchas las teorías que hacen mención al lugar de procedencia de este popular chupito, aunque hay dos corrientes de opinión mayoritarias, si bien las dos versiones coinciden en el motivo de la creación de esta mezcla de bebidas, las dos versiones separan la fecha aproximada de la invención de la bebida:

### Comparsa Taverners
Esta versión mantiene que durante las fiestas patronales y de moros y cristianos de 2007, en la población valenciana de Montaverner, un grupo de miembros de la fila cristiana de esta población se quedaron sin ningún tipo de alcohol, salvo una botella de Vodka.
Al no tener mezcla , decidieron empezar a tomar chupitos, al ver que la bebida era un poco fuerte tomada ella sola, se dirigieron a otra fila de la misma localidad, en busca de algún tipo de mezcla, al final llegaron a otro de estos locales, en donde solo les ofrecieron media botella de Licor de Piruleta.
Al tener 1 botella entera de Vodka y media de Licor de Piruleta, decidieron cual sería la mezcla, esta sería la más conocida con el paso del tiempo, 2/3 Vodka y 1/3 Licor de Piruleta.

### Fiestas Agullent
Esta teoría, por el contrario, cambia la situación de la invención, y la sitúa en la población cercana a la de la primera versión, más concretamente en la de Agullent, a principios de 2010.
En esta versión, varios vecinos de Montaverner, al estar de fiesta en la localidad de Agullent, se encontraron sin ningún tipo de bebida al alcance y se dirigieron a un bar próximo, y pidieron chupitos, al ser Vodka y Licor de Piruleta las únicas bebidas disponibles, decidieron empezar a tomar chupitos de esa mezcla.